# 胡椒目
胡椒目(Piperales)在生物分类学上是被子植物中的一个目。草本或木本，叶子有油细胞，常有辛辣味，其中胡椒是主要的调味品。

## 分类
依分子数据的分类，胡椒目属于木兰类植物，和白樟目的亲缘关系最近，两者与樟目及木兰目共同组成木兰类植物。
2003年APG II及2009年APG III分类法中的胡椒目包含五科，2016年的APG IV分类法中本目则只包含三科：
- 胡椒目 Piperales Bercht. & J.Presl (1820)
马兜铃科 Aristolochiaceae Juss. (1789), nom. cons. (包括鞭寄生科(Hydnoraceae C.Agardh (1821), nom. cons.)和囊粉花科(Lactoridaceae Engl. (1888), nom. cons.))
胡椒科 Piperaceae Giseke (1792), nom. cons.
三白草科 Saururaceae F.Voigt (1811), nom. cons.

### 内部分类
胡椒目内部各科关系如下：

|  | 马兜铃科 Aristolochiaceae                                                  |
|  |                                                                            |
|  | \| \| 胡椒科 Piperaceae \| \| \| \| \| \| 三白草科 Saururaceae \| \| \| \| |
|  |                                                                            |
|  | 胡椒科 Piperaceae                                                          |
|  |                                                                            |
|  | 三白草科 Saururaceae                                                       |
|  |                                                                            |

|  | 胡椒科 Piperaceae    |
|  |                      |
|  | 三白草科 Saururaceae |
|  |                      |

### 沿革
1935年韦特斯坦分类系统（Wettstein system）将本目置于双子叶植物（Dicotyledones）离瓣花被亚纲（Choripetalae）单瓣花区（Monochlamydeae），仅包含胡椒科一科。
1964年修定的恩格勒植物分类系统（Engler system）则将本目归类于双子叶植物纲（Dicotyledoneae）原始花被亚纲（Archichlamydeae）之下，包含金粟兰科（Chloranthaceae）、囊粉花科、胡椒科与三白草科四科。
1981年克朗奎斯特分类系统将本目放在木兰纲（Magnoliopsida，=双子叶植物）木兰亚纲（Magnoliidae，大略相当于木兰类植物）之下，包含金粟兰科、胡椒科与三白草科三科。
1998年，APG分类法依据基因分子数据分类，将本目列入被子植物之下的木兰类植物分支之中，包含了胡椒科、三白草科、囊粉花科及马兜铃科四科，其中的马兜铃科是APG分类系统新设立的科，而曾被归类於本目的金粟兰科则被移出，成为当时地位未定的一科。
2003年APG II开始将鞭寄生科列入本目，此科早前曾被克朗奎斯特系统归类于大花草目，但基因分析强烈支持此科应属于本目。此外，自1999年起，几份基因分析的研究倾向将囊粉花科合并到马兜铃科之中，但由于其关系不强（小于66%），且形态学分析倾向将两者分开，于是2003年的APG II及2009年的APG III都未将两者合并。
另外，APG III也将曾被归类於本目的金粟兰科单列一目，成为木兰类植物的姐妹群。
2016年APG IV将鞭寄生科和囊粉花科并入马兜铃科。